# موريتانيا في الألعاب الأولمبية الصيفية 2020
شاركت موريتانيا في الألعاب الأولمبية الصيفية 2020 التي أقيمت في طوكيو صيف 2021. كان من المقرر أن تقام الدورة الأولمبية في الفترة من 24 يوليو\تموز إلى 9 أغسطس\آب 2020، إلا أنها تأجلت لتقام في الفترة 23 يوليو إلى 8 أغسطس 2021 بسبب جائحة فيروس كورونا. وهذه المشاركة العاشرة لموريتانيا في الألعاب الأولمبية.

## المنافسون
فيما يلي قائمة بعدد المنافسين في الألعاب:
| الرياضة     | رجال | نساء | المجموعة |
| ----------- | ---- | ---- | -------- |
| ألعاب القوى | 1    | 1    | 2        |
| المجموع     | 1    | 1    | 2        |

## ألعاب القوى
تلقّت موريتانيا دعوة من الاتحاد الدولي لألعاب القوى لإرسال لاعبين اثنين للمشاركة في الأولمبياد (رجل وامرأة) الرياضيون الكايمانيون معايير المشاركة، إما عن طريق الزمن المؤهّل أو التصنيف العالمي، في سباقات المضمار والميدان التالية (بحد أقصى 3 رياضيين في كل فعالية):
- ملاحظة– المراكز المعطاة لمنافسات المضمار هي ضمن الجولة التمهيدية للاعب فقط
- م = متأهل للجولة التالية
- مـ = تأهل للمشاركة في الجولة التالية بوصفه أسرع خاسر أو, في منافسات الميدان، حسب المركز دون تحقيق هدف التأهل
- رو = رقم وطني
- غ\م = لا تنطبق الجولة على هذه الفعالية
- وداعاً= لم يتأهل اللاعب للمشاركة في هذه المنافسة

منافسات المضمار والطُرق
| الرياضي         | المنافسة      | الجولة التمهيدية | الجولة التمهيدية | الجولة التأهيلية | الجولة التأهيلية | نصف النهائي | نصف النهائي | النهائي  | النهائي  |
| --------------- | ------------- | ---------------- | ---------------- | ---------------- | ---------------- | ----------- | ----------- | -------- | -------- |
| الرياضي         | المنافسة      | النتيجة          | المركز           | النتيجة          | المركز           | النتيجة     | المركز      | النتيجة  | المركز   |
| عابدين ولد محمد | 5000 متر رجال | —                | —                | 14:54.80 PB      | 19               | —           | —           | لم يتأهل | لم يتأهل |
| هولي با         | 100 متر سيدات | 15.26            | 9                | لم تتأهل         | لم تتأهل         | لم تتأهل    | لم تتأهل    | لم تتأهل | لم تتأهل |